# 현악기

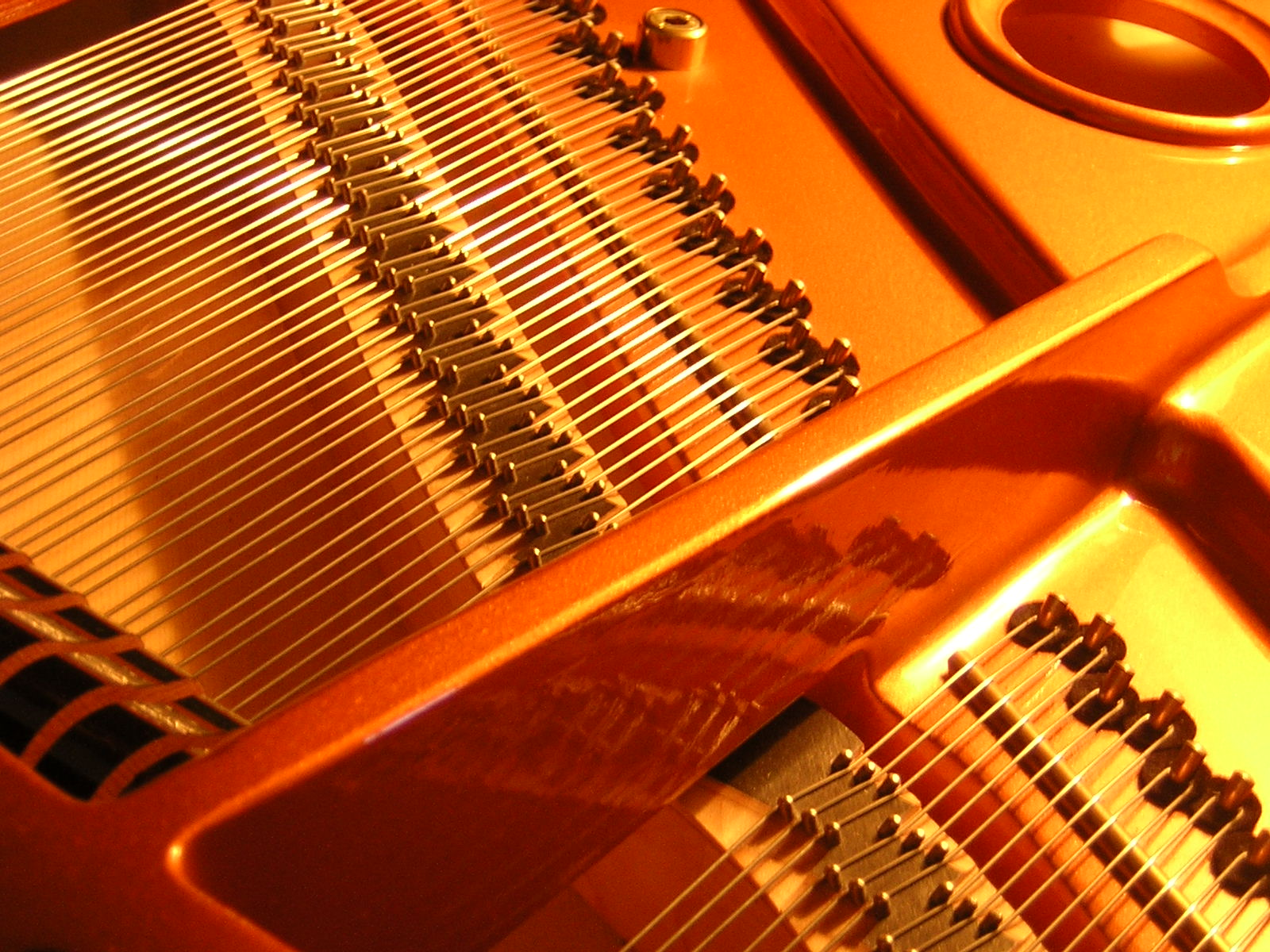
피아노의 현.

현악기(絃樂器, 문화어: 줄악기, 영어: String instrument)는 현의 진동을 이용하여 소리를 내는 악기이다.
현악기는 몇 개의 현을 지니며, 그것을 어떠한 방법으로 진동시켜서 몸통으로 불리는 울림통을 통해서 소리를 내는 악기이다. 어느 물체의 진동이 공기 중 파동을 일으키기 위해서는 어느 면적을 가진 막이나 판자가 필요하게 된다. 현악기의 울림통이 그러한 역할을 한다.
현악기에서 중심적 진동체는 현이다. 현은 자기 자신의 물리적 조건에서 결정되는 진동수에 따라 진동한다. 이러한 진동을 고유진동이라 한다. 이에 반하여 울림통은 현의 진동에 의해 강제적으로 진동을 일으키고 있다. 이렇게 해서 발생된 진동을 강제진동이라 한다. 드럼의 예에서 알 수 있듯이 울림통 자신도 고유진동수를 가지는 경우가 있다. 이 같은 경우에 강제하는 측의 진동수와 울림통이 지닌 고유진동수가 일치하면 울림은 더욱 커진다. 이러한 현상을 '공명(共鳴)'이라 한다. 악기의 울림통은 모든 소리에 대하여 되도록 같은 울림통으로서의 성질을 지니는 것이 바람직하다.
기타·만돌린·바이올린 등의 현악기는 손으로 잡기 때문에 현의 수에 제한이 있다. 그래서 현의 이른바 지판(指板)을 손가락으로 눌러서 현의 일부를 고정시키게 되면 현의 길이가 달라지므로 음계를 만들게 된다. 현의 한쪽 끝은 기러기발이라고 불리는 받침대의 위치에서 고정된다.

## 종류
소리를 내는 방법에 따라 현악기는 크게 3가지로 나뉘는데, 현을 활로 마찰시켜 소리를 내는 찰현악기(擦絃樂器), 현을 튕겨 소리를 내는 발현악기(撥絃樂器), 그리고 현을 때려 소리를 내는 타현악기(打絃樂器)가 있다.

### 찰현악기
찰현악기는 활을 현에 그을 때의 마찰로 현을 진동시켜 소리를 내는 악기이다. 찰현악기는 보통 말의 꼬리털로 만든 활줄로 현을 비벼서 현에 연속적 진동을 일으키고 있다. 활에 의한 마찰의 힘으로 현에 진동에너지를 잇달아 보급할 수 있기 때문에 음량이나 음색이 풍부하다.
- 국악에 쓰이는 악기
  - 아쟁
  - 해금
- 북한의 개량 악기
  - 소해금
  - 중해금
  - 대해금
  - 저해금
- 서양 음악에 쓰이는 악기
  - 바이올린
  - 비올라
  - 첼로
  - 콘트라베이스 또는 더블 베이스
  - 옥토베이스
- 지금은 쓰이지 않는 옛날 악기
  - 비올라 다 감바
  - 아르페지오네
  - 니켈하르파

### 발현악기
발현악기는 현을 퉁겨 소리를 내는 악기이다. 발현악기는 산뜻한 소리를 내기는 하나 이내 사라져 버리고 음량도 풍부하지가 않다. 만돌린 등은 연속적으로 현을 튕김으로써 소리에 지속감을 주고 있다.
- 국악기
  - 가야금
  - 거문고
  - 대쟁
  - 슬
  - 금
- 서양악기
  - 기타
    - 클래식 기타
    - 어쿠스틱 기타
    - 전기 기타

  - 류트
  - 만돌린
  - 우클렐레
  - 하프
    - 크로마하프

  - 밴조
  - 하프시코드

### 타현악기
타현악기는 현을 때려 소리를 내는 악기이다. 타현악기는 필요한 음계만큼의 현을 마련하여, 그것을 두들겨서 소리를 낸다. 발현악기인 하프 등도 음계만큼 현의 수를 갖추어야 한다.
- 건반악기(타현악기)
  - 피아노
    - 업라이드 피아노
    - 그랜드 피아노

  - 클라비코드
- 양금

## 같이 보기
- 현 (악기)